# Bonsucesso
Bonsucesso és un barri de la zona nord-Ramos de Rio de Janeiro al Brasil, creat el 23 de juliol de 1981. És un dels barris més perillosos de Rio.
En el barri, estan localitzats l'Estadi Leônidas de la Silva, del Bonsucesso Futbol Club, i la seu del club, que disputa la Sèrie B del Campionat Carioca.

## Història

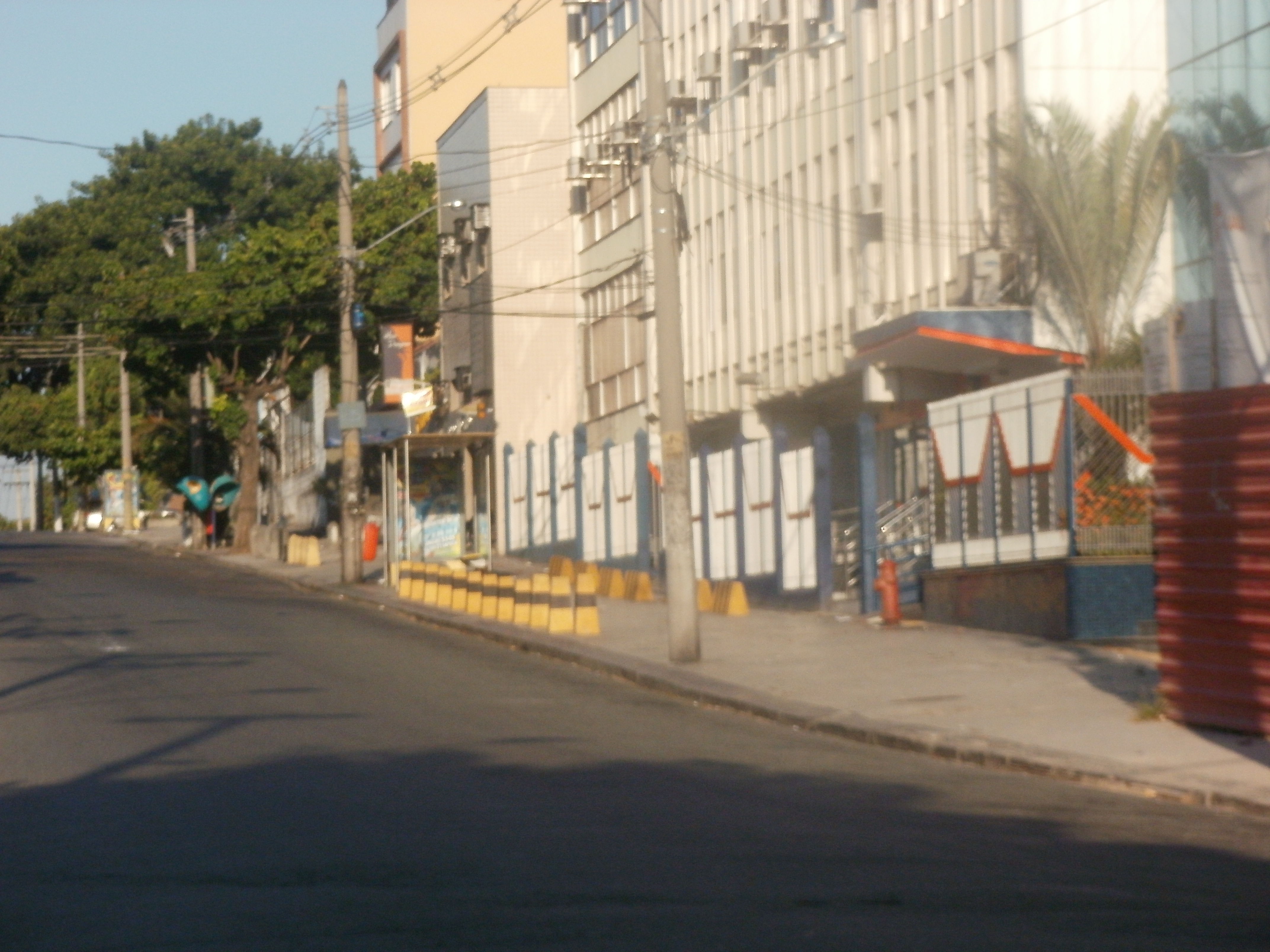
Avinguda París, en el barri Bonsucesso.

Bonsucesso és un barri de la Zona de la Leopoldina. Els seus habitants són predominantment de classe mitjana. L'àrea on s'integra l'actual barri, en l'època colonial estava compresa en l'anomenat Engenho da Pedra, les terres que s'estenien fins al port d'Inhaúma, per on sortia la producció agrícola i de sucre de la zona fèrtil de Rio de Janeiro. Com molts barris de Rio, aquest centre urbà es troba a prop de comunitats de renda baixa, com per exemple la Marea, un conjunt de setze comunitats que s'escampen per prop de 800 mil metres quadrats, que comença en els morros pròxims a l'Avinguda Brasil i va fins al marge de la Badia de Guanabara, sent tallat per la Línia Vermella i per la Línia Groga; i el Complex do Alemão. Ambdues comunitats estan actualment pacificades i amb UPPs.
El 1754, la propietària de les terres de l'engenho, Cecília Vieira de Bonsucesso, va procedir a la reforma de la capella de Santo António, que s'aixecava prop de les instal·lacions de la molta de canya de sucre. La propietat era coneguda, a l'època, com Engenho da Pedra de Bonsucesso.
Al final del segle xix, va ser aixecada una capella en honor de nostra Senyora del Bonsucesso, en un terreny dalt del carrer Olga, donat per Adriano Roca Costa (1896). La imatge de la santa va ser desembarcada en el port i portada en processó solemne, pels fidels, fins al nou santuari.

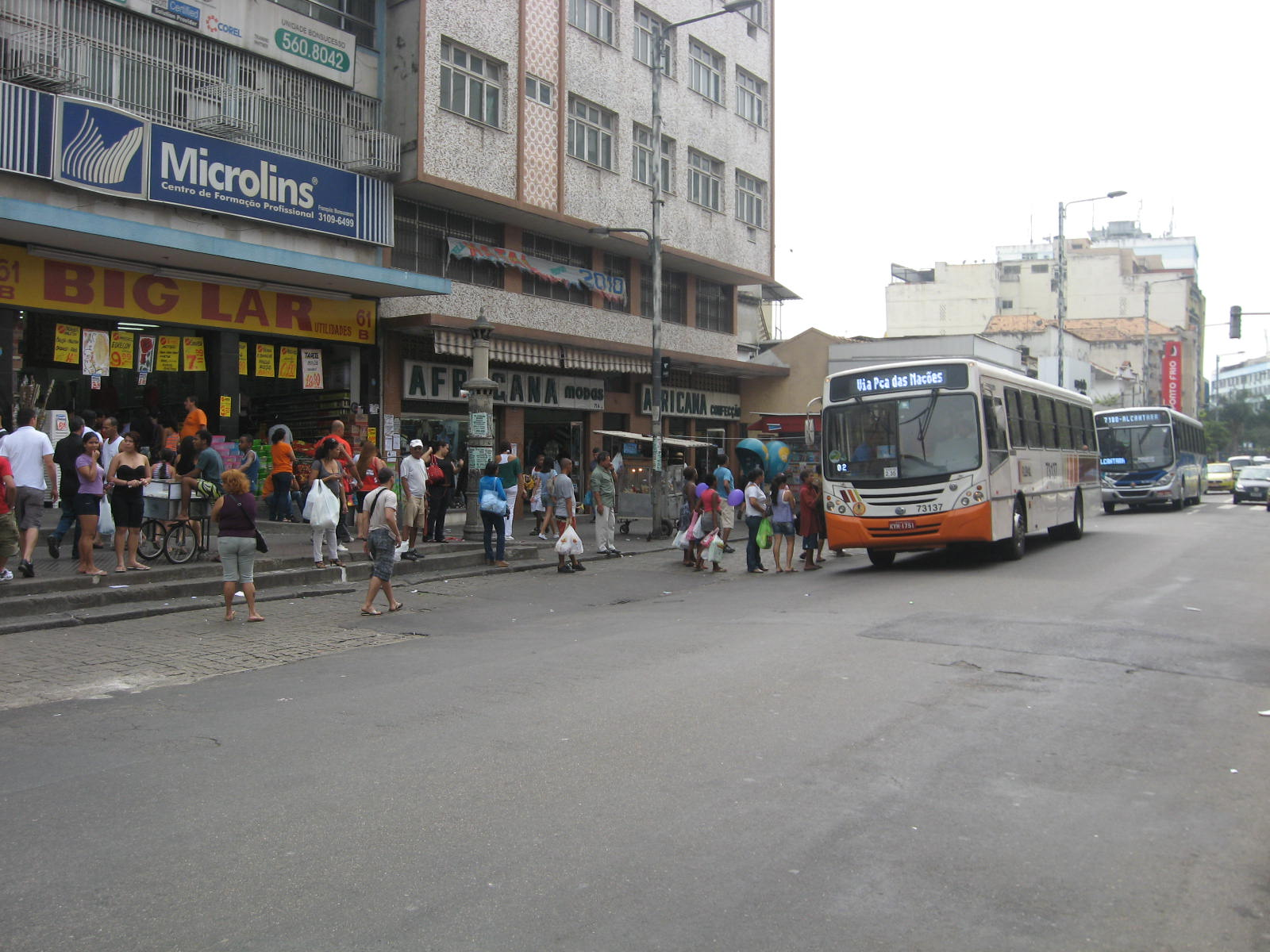
Carrer Cardoso de Morales.

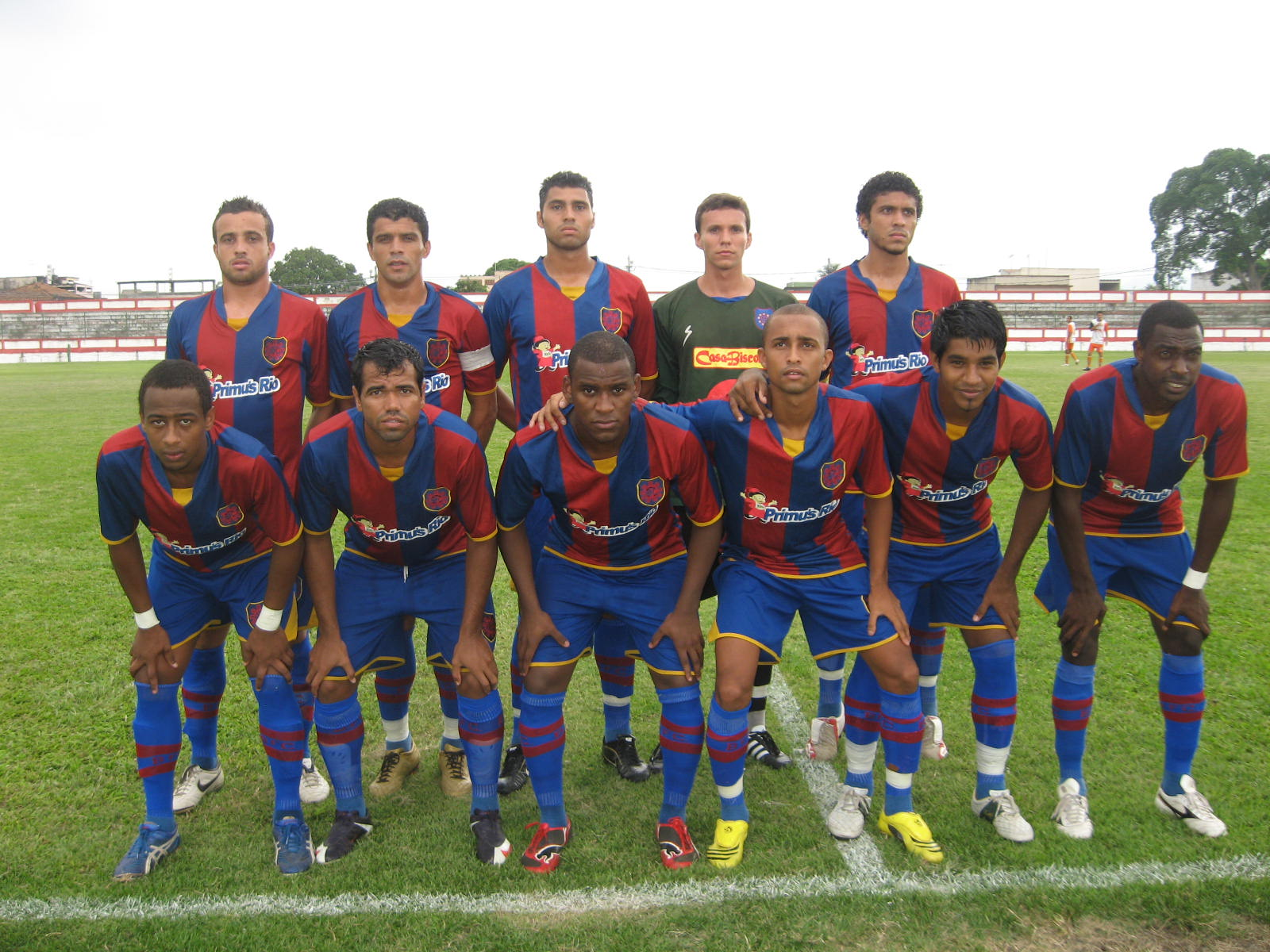
Elenco del Bonsucesso F.C el 2009

Al voltant de 1914, l'enginyer Guilherme Maxwell, que havia adquirit les terres de l'antic Engenho de la Pedra, va decidir urbanitzar-les. Sota la influència de la Primera Guerra Mundial (1914-1918), va decidir batejar els carrers que s'obrien, amb noms que homenatgessin els països aliats contra Alemanya: França, Anglaterra, Bèlgica, Itàlia i Estats Units. Van sorgir així, respectivament, la Plaça de les Nacions i les avingudes París, Londres, Brussel·les, Roma i Nova York.
Posteriorment, un membre de la família Frontin, va expandir el barri, subdividint l'àrea a més de la línia fèrria de la Leopoldina. Encara sota influència de la Primera Guerra, va obrir els carrers Clemenceau, Marechal Foch i General Galieni. Saint-Hilaire i Alexander Von Humboldt, científics que van explorar l'interior de Brasil en el segle xix, també van ser homenatjats.